# Hermandad de la Santa Cruz (Málaga)
La Hermandad de Santa Cruz, cuya denominación oficial es Seráfica Hermandad de la Santa Cruz, Santísimo Cristo de la Victoria y Nuestra Señora de los Dolores en su Amparo y Misericordia, es una hermandad de Málaga, miembro de la Agrupación de Cofradías, que participa en la Semana Santa malagueña.

## Historia
La Hermandad de Santa Cruz se constituye a principio de los años 80 por un grupo de jóvenes albaceas de la Cofradía de la Pollinica, como asociación privada de fieles, no siendo hasta 1995 cuando recibe la definitiva erección canónica. En el año 1993 realiza su primera salida procesional por el ámbito de la parroquia de San Felipe Neri, y se repite año tras año la procesión en la noche del Viernes de Dolores. En el 2001 se acuerda el ingreso en la Agrupación de Cofradías, y se determina el Jueves Santo como día para la salida procesional. El 23 de noviembre de 2019 se produce la bendición del titular cristífero de la corporación, el Stmo. Xto. de la Victoria, en su sede canónica.

## Imágenes
- Nuestra Señora de los Dolores en su Amparo y Misericordia: Antonio Joaquín Dubé de Luque en 1983.[1]
- Santa Cruz: José Ortiz en 1986.
- Santísimo Cristo de la Victoria: José María Leal en 2019.

## Trono
El trono de la dolorosa ha sido realizado en madera caoba y barnizada. Se basa en la típica estructura de trono malagueño «de carrete». La carpintería corresponde a Juan Antonio García Casas, la talla a Julián Sánchez Medina (2005) según diseño de Antonio Joaquín Dubé de Luque y los trabajos de relieve y esculturas al gran José María Leal Bernáldez (2010-2011)

## Marchas dedicadas
Banda de Música:
- Ampárame en tu Misericordia, Antonio Quevedo Auyanet (2006)
- Bajo su Amparo y Misericordia, José María Muñoz Cabrera (2013)
- Santa Cruz, Juan Manuel Parra Urbano (2014)
- Divina Misericordia, José María Muñoz Cabrera (2015)

Capilla Musical:
- Virgen de Santa Cruz, Santiago Jesús Otero Vela (2003)
- Per signum crucis, José Ramón Valiño Cabrerizo (2007)
- Stabat Mater, José Ramón Valiño Cabrerizo (2015)
- Por tu Santa Cruz, nos redimiste, oh Señor, José Ramón Valiño Cabrerizo (2015)
- Por tu Santa Cruz, José María Muñoz Cabrera (2015)

Actualmente, la Dolorosa es acompañada por la Banda de Música "Maestro Eloy García" de la Archicofradía de la Expiración.

## Recorrido Oficial
| Predecesor: Cena | Orden de entrada en el Recorrido Oficial (Jueves Santo) 2º lugar | Sucesor: Viñeros |